# Departamento de Nogoyá
Departamento de Nogoyá är en kommun i Argentina.   Den ligger i provinsen Entre Ríos, i den centrala delen av landet, 300 km norr om huvudstaden Buenos Aires.
Trakten runt Departamento de Nogoyá består till största delen av jordbruksmark. Runt Departamento de Nogoyá är det glesbefolkat, med 9 invånare per kvadratkilometer.